# Coupe du monde de slalom de canoë-kayak 2013
Navigation
Coupe du monde de slalom 2012 Coupe du monde de slalom 2014
La 26e coupe du monde de slalom en canoë-kayak, organisée par la Fédération internationale de canoë, s'est déroulée du 21 au 25 août 2013.

## Calendrier
| Date           | Ville           | Pays        |
| -------------- | --------------- | ----------- |
| 21 au 23 juin  | Cardiff         | Royaume-Uni |
| 28 au 30 juin  | Augsbourg       | Allemagne   |
| 5 au 7 juillet | La Seu d'Urgell | Espagne     |
| 18 au 18 août  | Tacen           | Slovénie    |
| 23 au 25 août  | Bratislava      | Slovaquie   |

## Résultats

### K1
| Étapes          | Hommes             | Hommes             |                 | Femmes            | Femmes |
| Étapes          | Vainqueur          | Finaliste          | Vainqueur       | Finaliste         |        |
| Cardiff         | Fabian Dörfler     | Sebastian Schubert | Elizabeth Neave | Elena Kaliska     |        |
| Augsbourg       | Paul Böckelmann    | Sebastian Schubert | Emilie Fer      | Jasmin Schornberg |        |
| La Seu d'Urgell | Vavrinec Hradilek  | Lucien Delfour     | Eva Terčelj     | Elizabeth Neave   |        |
| Tacen           | Peter Kauzer       | Fabian Dörfler     | Jessica Fox     | Corinna Kuhnle    |        |
| Bratislava      | Sebastian Schubert | Peter Kauzer       | Emilie Fer      | Jana Dukátová     |        |

### C1
| Étapes          | Hommes               | Hommes         |                 | Femmes           | Femmes |
| Étapes          | Vainqueur            | Finaliste      | Vainqueur       | Finaliste        |        |
| Cardiff         | Stanislav Jezek      | Matej Benus    | Kimberley Woods | Jessica Fox      |        |
| Augsbourg       | Alexander Slafkovsky | Matej Benus    | Jessica Fox     | Mallory Franklin |        |
| La Seu d'Urgell | Anze Bercic          | Ander Elosegi  | Jessica Fox     | Caroline Loir    |        |
| Tacen           | Anze Bercic          | Franz Anton    | Jessica Fox     | Mallory Franklin |        |
| Bratislava      | Michal Martikán      | David Florence | Jessica Fox     | Kateřina Hošková |        |

### C2
| Étapes          | Hommes                                  | Hommes                                |
| Étapes          | Vainqueur                               | Temps                                 |
| Cardiff         | Pavol Hochschorner / Peter Hochschorner | David Florence / Richard Hounslow     |
| Augsbourg       | Gauthier Klauss / Matthieu Péché        | Timothy Baillie / Etienne Stott       |
| La Seu d'Urgell | Gauthier Klauss / Matthieu Péché        | Nicolas Peschier / Pierre Labarelle   |
| Tacen           | Gauthier Klauss / Matthieu Péché        | Filip Brzeziński / Andrzej Brzeziński |
| Bratislava      | Pavol Hochschorner / Peter Hochschorner | Jonáš Kašpar / Marek Šindler          |

## Classement final
| Épreuve   | Or                             | Argent                 | Bronze                                |
| --------- | ------------------------------ | ---------------------- | ------------------------------------- |
| K1 hommes | Sebastian Schubert             | Hannes Aigner          | Fabian Doerfler                       |
| K1 femmes | Jana Dukátová                  | Jessica Fox            | Jasmin Schornberg                     |
| C1 hommes | Sideris Tasiadis               | Matej Benus            | Anže Berčič                           |
| C1 femmes | Jessica Fox                    | Katerina Hoskova       | Rosalyn Lawrence                      |
| C2 hommes | Gauthier Klauss Matthieu Peche | Saso Taljat Luka Bozik | Pavol Hochschorner Peter Hochschorner |